# Antílop americà
L'antílop americà (Antilocapra americana) és una espècie d'ungulat nadiu de Nord-amèrica. Es tracta de l'únic representant actual dels antilocàprids, una família d'artiodàctils que fins a principis del Plistocè comptava amb nombroses espècies. Tanmateix, amb el pas del temps totes les altres espècies s'extingiren per diverses causes, deixant l'antílop americà com a únic vestigi de la seva existència.
Durant l'època del Plistocè, a Amèrica del Nord existien unes altres 11 espècies d'antilocàprids. Tres altres gèneres (Capromeryx, Stockoceros i Tetrameryx) existien quan els humans van entrar a Amèrica del Nord, però ara estan extingits.
Com a membre de la superfamília Giraffoidea, els parents vius més propers de l'antílop són la girafa i l'okapi. Els Giraffoidea són al seu torn membres de la infraordre Pecora, cosa que fa que els prongorns siguin parents més llunyans dels Cervidae (cérvols) i dels Bovidae (bestiar boví, caprí, oví, antílop i gasela), entre d'altres.
L'antílop americà és el mamífer terrestre més ràpid de l’hemisferi occidental, amb velocitats de fins a 89 km/h. És el símbol de la Societat Americana de Mamífers.

## Taxonomia
El nom vulgar de l'antílop americà pot causar confusió, car en realitat no es tracta d'un antílop autèntic (a diferència dels antílops autèntics, l'antílop americà té banyes ramificades que es muden cada any).
Fins a l'any 1987 s'incloïa dins de la família dels bòvids. Actualment n'existeixen 3 subespècies: A. a. americana, A. a. sonoriensis i A. a peninsularis.
Tot i que els natius americans ja en coneixien la seva existència, els primers europeus o occidentals en descobrir-lo van ser els espanyols durant el segle xvi. Tot i que no va ser fins l'expedició de Lewis i Clark entre els anys 1804 i 1806 quan es va examinar i registrar la seva existència. El mateix Clark va ser el primer europeu en matar un antílop americà. Va ser l'ornitòleg George Ord l'any 1815 qui va descriure oficialment l'antílop americà.

## Característiques
Són petits ungulats amb el cos en forma de barril. Les femelles són un pèl menors que els mascles. L'altura fins l'espatlla és d'entre 86 i 88 cm i una longitud de 140 cm. La seva cua és curta i mesura entre 10 i 14 cm. El seu pes sol variar molt, entre els 35 i 70 kg segons el sexe i l'edat.
Té el pèl molt gruixut, dens i ple d'aire a l'interior, fet que li proporciona un excel·lent aïllament tèrmic. El pèl del dors és de color marró vermellós i tenen el ventre, les natges i el coll de color blanc o crema. Els mascles tenen una crinera curta i negra al coll d'entre 7 i 10 cm de longitud i també una taca al coll i una franja negra que travessa el front entre les dues banyes. En canvi les femelles no tenen aquestes taques a la cara, però tenen una petita taca negra al voltant del nas. Ambdós sexes tenen una taca de pèl blanc i dret a la gropa que els distingeix a gran distància. Les poblacions del sud tenen un to més pàl·lid que les poblacions de més al nord.
Les seves orelles són petites i apunten lleugerament a l'interior a la punta. Les mucoses i les pestanyes són de color negre. Les seves banyes són rectes amb un ganxo posterior i la punta anterior una mica corba. La banya és una baina queratinitzada de color negre i es caduca. Les baines creixen sobre una extensió òssia de l'os frontal. Després del zel de cada any, quan una banya es forma sota de l'anterior, l'antiga es divideix i cau. Ambdós sexes tenen banyes, tot i que les de les femelles són molt més petites que les dels mascles i no superen mai la longitud de les seves orelles, amb una mitjana de 12 cm i sense les puntes prominents. L'altura màxima de les banyes dels mascles es produeix entre els 2 i els 3 anys d'edat assolint una mitjana de 25 cm.
Les seves conques oculars són prominents i estan situades a la part superior del crani.
Les seves dents són hipsodontals i la seva forma dental és 0/3-0/1-3/3-3/3 on els incisius i els canins només surten a la seva mandíbula inferior. Els seus primers molars apareixen als 2 mesos de vida i el segon i el tercer als 15 mesos. El canvi de dents incisius es produeix als 15 mesos el primer, als 27 mesos el segon i als 39 mesos el tercer. Els canins es canvien entre els 39 i els 41 mesos de vida. Aquesta seqüència de creixement i substitució permet determinar l'edat del individus.
Les seves extremitats estan preparades per assolir grans velocitats. És el mamífer més ràpid del continent americà assolint velocitats de fins a 98 km/h quan esprinten i mantenir una velocitat constant d'entre 59 i 65 km/h. Aquestes velocitats i resistència els permeten cobrir grans zones de territori en busca d'aliment i aigua i una gran capacitat de fugir dels depredadors. Aquesta gran velocitat també els ve donada per la mida més gran dels pulmons amb relació a la seva mida, la seva excepcional capacitat per mantenir altes taxes de circulació sanguínia i els seu alt consum d'oxigen. Als peus hi tenen dues peülles sense esperons.
La seva esperança de vida és 9 anys en llibertat. En captivitat poden assolir els 11. Les causes de mort més habituals són els depredadors, els hiverns durs, la falta d'aigua, la caça i les col·lisions amb vehicles.

## Comportament
Durant l'hivern s'ajunten formant grans grups de fins a 1.000 individus, però les grans manades hivernals es dispersen a la primavera. Formen grups separats de solters i femelles durant la primavera i estiu d'una dotzena de membres. Els mascles es relacionen amb les femelles a finals d'estiu i principis de la tardor. La reproducció té lloc entre mitjans de setembre i principis d'octubre al nord, i entre finals de juliol i principis d'octubre al sud.
Durant l'hivern, les poblacions del nord depenen en gran manera del brosteig. Les herbes i la sàlvia són més importants durant l'estiu. Les poblacions del sud s'alimenten més d'herbes i menys del brosteig i en algunes zones també s'alimenten de cactus. La seva necessitat d'aigua varia segons el contingut d'aigua de la vegetació que consumeixen i poden necessitar recórrer varis quilòmetres per trobar fonts d'aigua.
Els mascles i les femelles poden utilitzar les banyes a mode de defensa davant dels depredadors, tot i que la forma habitual de defensar-se es fugint gràcies a la seva gran velocitat i resistència. També poden utilitzar les potes a mode de defensa. Quan se'ls molesta, poden aixecar el pèl blanc de la gropa en senyal d'advertència i fer saber als altres membres que hi pot haver perill.

## Reproducció
Entre els mesos de març i principis d'octubre, quan finalitza el zel de les femelles, el mascle defensa el territori on s'hi troba un petit harem de femelles. Depenent de cada femella, aquesta buscarà entre els mascles del territori a una possible parella. Aquest comportament pot durar entre 2 i 3 setmanes. Les glàndules que secreten les feromones durant aquesta època, estan situades a ambdós costats de la mandíbula, entre les peülles i a la gropa, sobre la cua. En els mascles, aquestes glàndules són més grans que en les femelles. Abans de l'aparellament, el mascle agita el cap per emetre feromones que atreguin la femella i també utilitzen les secrecions de les glàndules per marcar l'herba en els seus límits territorials. Si un altre mascle travessa aquests límits es poden produir ràpides baralles amb les banyes o els caps, sovint amb alguns dels dos lluitadors ferits greument.
Les femelles ovulen entre 4 i 7 òvuls en el moment de l'aparellament, tot i que al final, acostumen a tenir únicament 1 o 2 cries. Les femelles donen a llum de forma gairebé simultània en pocs dies de diferència, aproximadament amb un període de gestació d'entre 245 i 255 dies. Normalment tenen 1 sola cria durant el primer any de cria, i bessons la resta d'anys. La femella realitza el part de costat tombada al terra i s'aixeca quan les potes del davant de la cria ja surten. Les cries, que als pocs minuts de néixer, ja s'aguanten dretes, mamen fins a les 3 setmanes; a partir d'aquí també comencen a alimentar-se de vegetació. La majoria de femelles es reprodueixen a partir del segon any, als 16 mesos d'edat. Els mascles solen tardar més, fins al tercer any, degut a la competència amb els mascles més forts i dominants. Entre un any i un any i mig després de néixer, les cries s'independitzen de les mares.

## Hàbitat
Habita en zones de pastura, esplanades amb arbustos, deserts i contraforts. Sol evitar les zones amb línies de visió limitades i es pot trobar des del nivell del mar fins als 3.350 metres d'altitud.

## Distribució
Habita bàsicament a l'oest de Nord-amèrica, des del sud les províncies d'Alberta i Saskatchewan del Canadà fins al nord de la Baixa Califòrnia a Mèxic, passant per tot l'oest dels EUA. La subespècie A. a. sonorensis es troba al sud-oest d'Arizona (EUA) i al nord-oest de Sonora (Mèxic). La subespècie A. a. peninsularis és endèmic de la Baixa Califòrnia (Mèxic).
L'any 1959, l'antílop americà es va introduir a l'illa de Lanai, a l'arxipèlag de Hawaii, on va assolir una població d'uns 250 exemplars a mitjans dels anys 60. Tot i això, l'any 1983 només n'hi havien 12 exemplars, fet que indicava la seva desaparició de l'illa.

## Estat de conservació
A principis del segle xix, la població d'antilops americans s'estimava en 35 milions d'exemplars. L'any 1924 la seva població es creia que era d'uns 20.000 exemplars, degut probablement per la caça, combinada amb la pèrdua d'hàbitat per l'expansió agrícola, urbana i minera, el tancat de les seves rutes, l'eliminació de la vegetació nativa i el pastoreig intensiu per part de la ramaderia. Des de llavors fins al 1964, la seva població es va multiplicar per 10 gràcies a l'aplicació eficaç de la llei i les tècniques de gestió de l'hàbitat i la vida silvestre de mitjans del segle xx. Actualment està classificat com a "poc preocupant" degut a la seva gran expansió pel territori i és relativament comú dins de la seva àrea de distribució. Consta amb una població estimada de gairebé un milió d'animals i no s'han detectat variacions importants en la quantitat d'individus, només durant les èpoques de greus sequeres i els hiverns. Varies de les poblacions d'antilops americans es troben en grans regions protegides i ben gestionades, com el Parc Nacional de Yellowstone.
Les poblacions de la subespècie A. a. sonoriensis d'Arizona i Mèxic estan protegides per la llei d'espècies en perill dels EUA des de 1967. L'any 1998, el USFWS (United States Fish and Wildlife Service) van preparat un pla per recuperar les poblacions d'aquesta subespècie. A la resta d'estats de l'oest dels EUA, els antílops americans tenen l'estatus d'animals de caça i cal un permís per atrapar o caçar aquests animals. Tan la subespècie sonoriensis com la peninsularis estan declarades en perill d'extinció per la USFWS. Aproximadament queden entre 500 i 800 exemplars de A. a. sonoriensis entre els EUA i Mèxic i uns 200 exemplars de A. a. peninsularis a la zona de la Baixa Califòrnia.